# 武田信繁

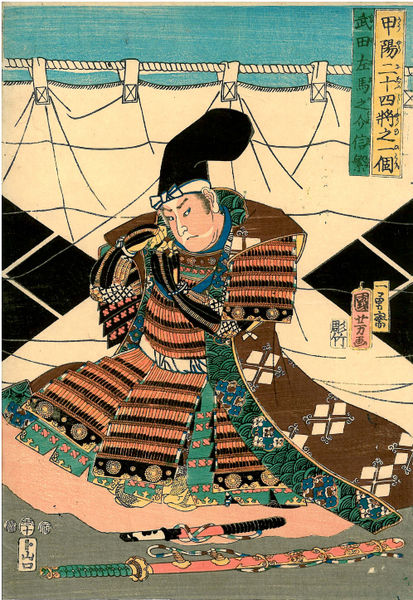
武田信繁画像

武田信繁（1525年—1561年10月18日〉是日本戰國時代的武將，甲斐守護武田信虎之次男，武田信玄之胞弟，幼名次郎。元服後任左馬助，由於官職對應的唐名為典厩，因此一般通稱為武田典厩信繁。為了區分繼承典厩之職的長子信豐，後世亦會稱他為古典厩。武田二十四將之首，擔任其兄武田信玄副將，於第四次川中島戰死後，副將之職由武田四名臣之一的內藤昌豐繼任。

## 生平
信繁年幼時期，由於能文善武、德才兼備、個性耿直而受到父親信虎的寵愛。信虎甚至打算廢除嫡長子晴信（亦即日後的武田信玄），將他立為家督繼承人，即使如此，他和兄長的關係仍然非常好。在兄長驅逐父親而自立後，信繁便開始擔任信玄的副將，長年守護其兄信玄，威望在家中頗高不輸其兄，深受兄長信玄與家臣們的信任，並參加不少武田家的主要戰役。另外，雖然缺乏其他真實可靠的史料支持，但根據《高白齋記》的記載，信繁在天文20年（1551年）承襲了武田氏庶流的吉田氏之姓。
天文11年，武田家入侵諏訪時，信繁擔任大將，與宿老板垣信方共同主導諏訪出兵，同年9月高遠賴繼叛亂時，擔任鎮壓軍的大將。信方擔任諏訪郡代時，信繁配置於諏訪的同心眾。
天文20年（1551年）7月，擔任進攻村上義清的先鋒大將（「惠林寺舊藏文書」）。
信玄欲將信濃國納入版圖而採取懷柔政策，令信繁之子望月信賴和信永相繼成為佐久郡名族望月氏望月信雅的養子。 
在1561年的第四次川中島會戰，信繁率領的部隊遭到上杉軍的突擊。另有一說，信繁為了解救被圍攻的侄子武田義信而強行闖入上杉軍，引開上杉軍的部隊。信繁最終戰死，享年37歲。戰後，不僅信玄及武田家的將士們，就連敵對的上杉謙信亦對他的死而感到惋惜。
在信繁戰死之後由武田四名臣之一的內藤昌豐繼信繁之後擔任信玄的副將。
信繁留下九十九條的《武田信繁家訓》（亦即甲州法度次第的原型）予嫡子信豐，甲陽軍鑑上亦有記載。
根據《甲陽軍鑑》的記載，武田四名臣之一的山縣昌景曾評價他與內藤昌豐（武田四名臣的另外一人）才是真正的副將。後世亦對信繁的評價甚高。在江戶時代，信繁就被評價為「真誠的武將」而廣受歡迎，而他留下的《武田信繁家訓》亦成為當時武士的心得而膾炙人口。江戶時代的儒學者室鳩巢亦在其著作《駿台雜話》中評價他為「天文及永祿年間（指戰國亂世），最賢德者為甲州武田信玄公之弟、典厩信繁公也」。後來真田家的始祖攻彈正真田幸隆的三子、被譽為「表裏比興之者」而活耀於上田城之戰的真田昌幸也相當崇敬信繁，甚至把自己次子也命名為「信繁」，以希望次子能夠繼承信繁之武名。

## 登場作品

### 影視劇
- 天與地（1969年、NHK大河劇、演：浜畑賢吉）
- 風林火山（1969年、東寶、演：田村正和）
- 武田信玄（1988年、NHK大河劇、演：若松武（日语：若松武史））
- 天與地（1990年、東映、演：石田太郎）
- 武田信玄（日语：武田信玄 (1991年のテレビドラマ)）（1991年、TBS、演：倉田哲夫）
- 風林火山（日语：風林火山 (1992年のテレビドラマ)）（1992年、NTV、演：川野太郎）
- 風林火山（日语：風林火山 (2006年のテレビドラマ)）（2006年、EX、演：市瀨秀和）
- 風林火山（2007年、NHK大河劇、演：嘉島典俊）